# Brasilândia do Sul
Brasilândia do Sul is een gemeente in de Braziliaanse deelstaat Paraná. De gemeente telt 3.260 inwoners (schatting 2009).

## Aangrenzende gemeenten
De gemeente grenst aan Alto Piquiri, Assis Chateaubriand, Cafezal do Sul en Iporã.